# 로힝야족
로힝야족(영어: Rohingya people)은 미얀마(버마) 서부 라카인주에 주로 거주하는 인도아리아계 민족이다. 방글라데시 지역으로부터 아라칸 지역으로 들어온 벵골계 민족으로, 인구의 절반 이상이 방글라데시 등으로 피난한 2017년 이전까지 미얀마의 로힝야족 인구는 140만 명에 달하던 것으로 추정된다.
이들은 미얀마에서 대부분 시민권을 인정받지 못하고 탄압의 대상이 되는 소수민족으로, 주로 이슬람교를 믿으며 방글라데시와 국경을 맞댄 라카인주 북부를 중심으로 거주하고 있다.

## 문화
문화는 방글라데시의 벵골인과 거의 같다. 대부분이 이슬람교를 믿으며 2014년 인구조사 기준으로 국민의 87.9%가 불교 신자인 미얀마에서 이슬람교가 주류인 로힝야의 종교는 탄압을 받는 주요 원인 중 하나가 되었다. 모스크와 종교 학교들이 대부분의 마을에 들어서 있는데, 전통적으로 남자들은 집회에서 기도를 하고 여자들은 집에서 기도를 한다.

## 역사
로힝야족이 다수 거주하는 아라칸(라카인) 지역은 오랫동안 미얀마의 중심 지역과는 이질성을 유지해왔다. 버마인과 근연 계통인 라카인족이 다수를 차지하지만, 벵골 지역과도 지리적, 역사적으로 가까워 약 1,000년 전부터 무슬림 교역자들이 살았으며 벵골 왕국, 무굴 제국의 통치를 받으며 북부를 중심으로 일부 인도계 인구가 유입되어 있었다. 다만 로힝야족의 인구 대부분은 대영제국이 해당 지역을 통치한 19세기 말 ~ 20세기 초에 노동력이 부족한 아라칸 지역으로 벵골계 인구가 대량으로 유입되기 시작하면서 급격히 증가한 것으로서, 절대다수가 불교를 믿던 버마인들에게 이슬람교를 믿으며 민족도 상이한 벵골계의 급증은 위협적으로 여겨지기 시작했다.
이들은 본래 영국 당국의 보호를 받았으나, 1942년 일본 제국이 영국령 버마를 침공하고 영국군이 일시 퇴각하며 권력공백이 생기자 민족대립이 폭력적으로 터져나오기 시작하였다. 일본은 아시아 해방을 내세우며 벵골계가 차지한 토지를 버마인들에게 되돌려주었고 대다수 버마인이 이러한 일본 당국을 지지하였다. 영국군은 대일 전투를 위해 로힝야족을 무장시켜 민병대로 참여시켰고 친일 성향의 버마 민족주의자들과 라카인족도 이에 맞서싸워, 버마 곳곳에서 벌어진 전투 과정에서 로힝야족과 라카인족 양쪽 모두 적어도 수만 명 학살당했다.

## 버마(미얀마) 독립 이후
독립 이후 버마 제헌국회에 로힝야족 국회의원 2명이 선출되는 등 정치참여가 있었고 우 누 내각에서 로힝야족 출신 술탄 마흐무드(Sultan Mahmud)가 보건부 장관을 역임하기도 했다. 당시 로힝야족이 다수 거주하는 아라칸 북부 지역을 아라칸과 별개 행정구역으로 분리하려는 논의도 나왔다.
그러나 1962년 네 윈이 쿠데타를 일으킨 이후 로힝야족의 참정권이 제한되고 32만 명 가량의 인도 출신 이민자가 추방당하는 등 외국계 인구에 대한 탄압이 본격화되었다. 군사정권 기간 동안 아라칸 북부를 중심으로 로힝야족의 분리주의 반정부활동이 이어졌는데, 1978년에는 소위 '용왕 작전'으로 20만 명 이상의 로힝야인이 불법체류자로 지정되어 인근 방글라데시로 쫓겨났고, 1982년 버마 국적법 개정 당시 130여 소수민족 목록에도 오르지 않아 대부분의 로힝야족이 무국적 상태가 되었다.
1988년 8888 항쟁이 일어나고 1990년 아웅산수찌가 총선에 승리하자 군부는 반대파 탄압을 강화하였고 이때 무슬림 인구에 대한 탄압도 본격화하였다. 미얀마군은 로힝야족의 토지나 재산을 빼앗고 대가없는 강제 노동을 시행했다
. 결국 1991년에서 1992년 동안만 25만 명 이상이 인근 방글라데시로 유입되는 등 수많은 난민이 발생하였다. 2005년 아웅산수찌 등이 주도한 정치적 합의 이후 UNHCR의 개입으로 로힝야인들이 방글라데시로부터 송환될 수 있도록 허용되었으나, 미얀마 정부의 부정적 태도로 많은 로힝야족은 방글라데시에 남았다. 또한 수천 명의 로힝야인들은 태국으로도 피신했고 태국과 미얀마의 경계를 따라 위치한 9개의 난민촌에 대략 11만 1천명의 난민들이 수용되었다.

## 2012년 폭동 및 난민 위기
민족대립은 2012년 라카인주에서 폭력적으로 터져나오게 되었다. 2012년 5월 28일 3명의 로힝야족 남성이 라카인족 여성을 강도살인한 사건이 벌어졌고, 이들은 곧 체포되어 감옥으로 이송되었다. 그런데 6월 3일 로힝야족들이 탄 버스에 용의자들이 타 있다고 착각한 라카인족 군중이 버스를 공격하여 10명의 로힝야족을 살해하는 사건이 벌어졌고 이에 로힝야족이 보복을 벌이는 등 대립이 급격히 심각해졌다. 결국 6월 8일 마웅도에서 로힝야족 마을에 방화가 벌어진 것을 시작으로 전역적인 폭동이 벌어지게 되어, 폭동 중에 로힝야족의 마을들이 습격을 받고 학살당하면서 수십만 명에 달하는 난민이 발생하게 되었다. 2015년에는 수천 명의 로힝야족 피난민이 보트 피플이 되어 떠도는 사태가 일어나 세계적인 주목을 받았다. 2016년에는 방글라데시 난민촌의 관리가 힘들어져 이들의 생활이 심각한 위기에 처했고 방글라데시 정부가 이들을 바산 차르(Bhasan Char) 섬으로 집단이주시킬 계획을 발표하기도 하였다.

## 로힝야족 집단살해
2016년 10월 9일에는 분리주의 반군의 공격이 발생하여 국경 시설물을 파괴하고 이때 9명의 경비대원이 살해당하였고 11일에는 4명의 미얀마 군인이 추가적으로 사망했다. 이에 미얀마군이 불교 극단주의자들을 동원하여 대대적인 로힝야족 탄압을 시작하였고 이 과정에서 즉결처분, 폭행, 집단강간 등이 발생하였다. 이는 국제연합과 국제 앰네스티의 주목을 끌었고 일각에서는 아웅산 수찌가 상황에 대해 침묵하고 있는 것을 강하게 비판하는 목소리가 나왔다. 2017년 8월에 미얀마 군경이 라카인주 북부에서 '소탕작전'에 돌입하였고, 이슬람 분리주의 무장단체인 아라칸 로힝야 구원군(ARSA)가 공격을 행하자 수천명의 로힝야족을 죽이고 마을을 불태웠다. 이후 라카인 북부 전역에서 이러한 공격이 반복되어 1달 만에 로힝야족 전체 인구의 40%에 해당하는 40만 명의 난민이 발생하였다. 이에 UN 등 여러 국제단체가 인종청소로 규탄하였으나 미얀마 정부는 이를 부정하였다. 2019년 11월 11일 이슬람 국가기구(OIC)가 미얀마를 국제사법재판소(ICJ)에 로힝야 제노사이드 범죄로 제소했다.

## 같이 보기
- 버마족
- 미얀마의 민족
- 미얀마의 로힝야족 박해